# LATAM ペルー2213便離陸失敗事故
LATAM ペルー2213便離陸失敗事故（ラタンペルー2213びんりりくしっぱいじこ） は、2022年11月18日、ペルーの首都リマにあるホルヘ・チャベス国際空港で発生した航空事故。リマからフリアカへの定期国内旅客便であったLATAM チリが運航するエアバスA320neo型機が離陸滑走中、滑走路を横断した消防車と衝突し、乗っていた消防士3名が死亡。乗客102人と乗員6人全員は機内から脱出したが、40人が負傷しその内24人が病院に搬送された。
航空機は事故後大破し、修理不能と判断された。エアバスA320neoとしては初の全損事故である。

## 事故
LATAM ペルー2213便は、リマのホルヘ・チャベス国際空港を14:55(PET)頃に出発し、16:30頃にペルー南部の都市フリアカにあるインカ・マンコ・カパック国際空港に到着する予定であった。当時ホルヘ・チャベス空港のMETARは10ノット (19 km/h; 12 mph)南風、視程10 km (6.2 mi)以上 、および2,100 ft (640 m)で断層雲を示していた。
15時11分に滑走路16で離陸滑走を開始したが、離陸滑走中、複数の空港用化学消防車と消防車が横切り、その内の一台と衝突した。 SNSに投稿されたあるビデオには、当該機が消防車と衝突する直前および機体が停止するまでの映像が収められており、その中には航空機の右エンジンが外れて、右の降着装置が破壊されている瞬間が映っていた。また別の場所から撮られた映像には、飛行機が右側に傾斜した状態で滑走路を進み、炎上して停止する際に煙を上げているシーンが収められていた。パイロットは離陸を中断し、機体は滑走路を2,500メートル (8,200 ft)ほど走ったところで停止した。事故後に撮影されたいくつかの写真には、機体と衝突した消防車と、右側に傾斜している機体の様子が映っていた。

## 事故機

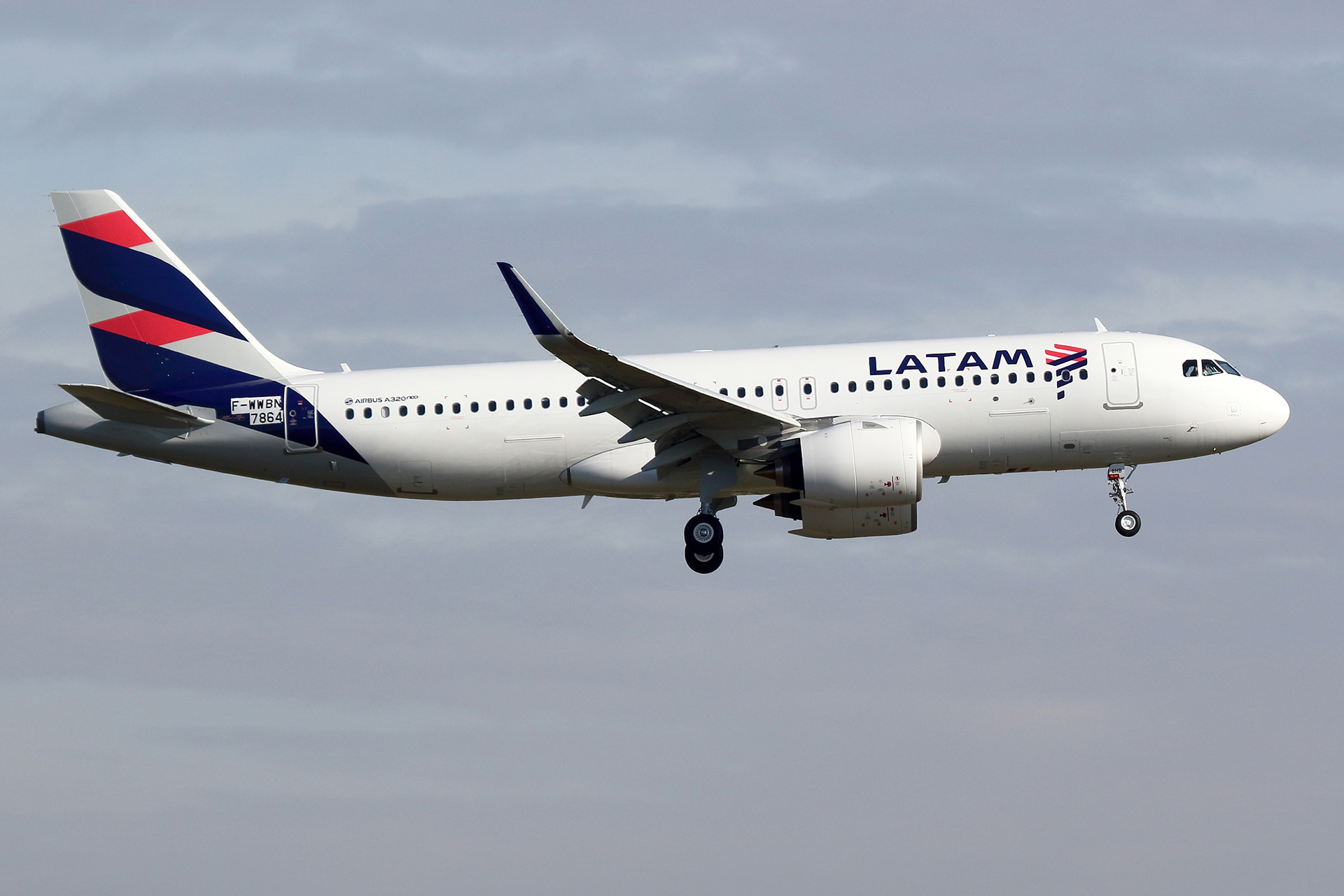
2017年, エアバスの工場があるトゥールーズ ブラニャック空港で撮影された事故機。

事故機は、2017年11月にLATAM チリに納入されたA320neoで、機体記号はCC-BHB、製造番号は7864であった。この機体はプラット・アンド・ホイットニー PW1127Gエンジンを2機搭載していた。事故後機体は修理できないほど損傷したため、全損扱いとなった。

## 余波
事故発生後間もなく空港当局が滑走路を閉鎖したため、少なくとも4便がコロンビア、パナマなどの空港にダイバートした。また当時「第11回海外福岡県人会世界大会」に出席するためペルーに出張していた服部誠太郎福岡県知事が一時帰国出来なくなる事態となった。
11月20日に空港の運用が再開された。また、事故後パイロット2名は逮捕され、2日後に釈放された。

## 事故原因
ペルー航空事故調査委員会(CIAA)はフランス航空事故調査局(BEA)でこの事故を調査した。ブラックボックスは復号のためフランスへ送られた。
2023年9月、委員会は緊急救助車両が許可なく滑走路に進入したことが事故の原因であるとする最終報告書を発表した。ペルー空港・商業航空公社(CORPAC)は今回の緊急訓練の計画が不十分で、空港との訓練面での調整が不十分であった。航空管制官は訓練の1時間前に連絡を受けたため、情報が限られていた。また管制官と緊急要員の間のコミュニケーションには非標準的な用語が使われた。